# María Manuela (zarzuela)
María Manuela es una zarzuela grande con música de Federico Moreno Torroba estrenada en el teatro de la Zarzuela de Madrid en 1957.

## Personajes
- María Manuela: Maestra de operarios en el taller de tapices. Soprano lírica.
- Mercedes: Condesa enamorada de Gonzalo. Soprano cómica.
- Gonzalo: noble y dibujante enamorado de María Manuela. Barítono ligero.
- Lorenzo: Carpintero. Tenor ligero.
- Amadeo: encargado del taller. Barítono.

## Argumento
La acción transcurre en el obrador de la Real Fábrica de Tapices de Madrid hacia 1925. En la escena inicial los trabajadores del taller se saludan y comentan el parecido entre María Manuela y la mujer de un tapiz que están tejiendo.
Entre el diseñador del tapiz, Gonzalo, y la maestra de operarios, María Manuela, ha surgido un amor sincero, aun cuando ella desconoce que él es Grande de España y de rancio abolengo.
Al taller entra a  trabajar una operaria inexperta que en realidad es una condesa que se ha infiltrado con el propósito de seducir a Gonzalo. María Manuela la descubre y la expulsa de la fábrica.
Llega la fiesta del Corpus Christi y Gonzalo se ve en la obligación de asistir a la procesión con todos los demás aristócratas. María Manuela se desmaya al verlo y todos sus amigos se enfadan con Gonzalo por haberla engañado, pero él afirma no sentirse culpable por nada y reitera su amor por María Manuela, que al principio se muestra reticente pero luego le acepta de nuevo.